# Adriana Ambesi
Adriana Ambesi (* im 20. Jahrhundert) ist eine ehemalige italienische Schauspielerin.

## Leben
Ambesi trat zum ersten Mal im 1963 produzierten Film Sansone contro i pirati in Erscheinung. In rund zwanzig Filmen war sie, zunächst in kleineren Rollen, zu sehen. 1964 erhielt sie erste Hauptrollen, an der Seite von Christopher Lee bzw. von George Martin. Auch unter der Regie von John Huston wurde sie besetzt. Nach etlichen Italowestern drehte sie 1969 mit dem Horrorfilm Malenka ihren letzten Film.
Ihr internationales Pseudonym war Audrey Amber.
Eine Ende der 1970er Jahre diplomierte Kräuterkundlerin des Namens ist in Italien wohlbekannt. Möglicherweise handelt es sich um die ehemalige Darstellerin.

## Filmografie
- 1963: Samson und die weißen Sklavinnen (Sansone contro i pirati)
- 1963: Katarsis
- 1963: Die Schlacht von Tolewdo (Sfida al re di Castiglia)
- 1964: Adolescenti al sole
- 1964: Ein Toter hing am Glockenseil (La cripta e l’incubo)
- 1964: Die Diamantenhölle am Mekong
- 1964: Unter dem Himmel von Florenz (La costanza della ragione)
- 1965: Amore all’italiana
- 1965: Die Herausforderung des Herkules (La sfida dei giganti)
- 1965: Nevada Joe (Oeste Nevada Joe)
- 1966: Drei Pistolen gegen Cesare (Tre pistoli contro Cesare)
- 1966: Höllenjagd auf heiße Ware (New York chiama Superdrago)
- 1966: Come svaligiammo la Banca d’Italia
- 1966: Frauen, die durch die Hölle gehen (Las siete magníficas)
- 1966: Die Bibel (The Bible: In the Beginning…)
- 1966: La grande notte di Ringo
- 1967: 10.000 blutige Dollar (10.000 Dollari per un massacro)
- 1968: Der Fremde von Paso Bravo (Uno straniero a Paso Bravo)
- 1969: Malenka